# إيلاين جين
إيلاين جين (بالصينية: 金燕玲) هي ممثلة تايوانية، ولدت في 30 نوفمبر 1954 في تايوان.

## أعمال

### أفلام
- (1999) جميلة[3]

## وصلات خارجية
- إيلاين جين على موقع IMDb (الإنجليزية)
- إيلاين جين على موقع قاعدة بيانات الأفلام العربية
- إيلاين جين على موقع ألو سيني (الفرنسية)
- إيلاين جين على موقع أول موفي (الإنجليزية)
- إيلاين جين على موقع قاعدة بيانات الأفلام السويدية (السويدية)
- إيلاين جين على موقع قاعدة بيانات الفيلم (الإنجليزية)
- إيلاين جين على موقع كينوبويسك (الروسية)